# Silene habaensis
Silene habaensis är en nejlikväxtart som beskrevs av H. Chuang. Silene habaensis ingår i släktet glimmar, och familjen nejlikväxter. Inga underarter finns listade i Catalogue of Life.